# Keeper Of The Flame
『Keeper Of The Flame』（キーパー オブ ザ フレイム）は、2014年3月26日に発売されたthe HIATUSの4枚目のオリジナルアルバム。

## 概要
前作『A World Of Pandemonium』から2年4ヶ月ぶりに発表されたフルアルバム。3rdEP「Horse Riding EP」収録の3曲を含む、全11トラックを収録。
アルバムタイトルの意は、火の守り。細美武士は「星飛雄馬の闘志が目の中の炎で表されるように、何か自分の中で燃えている状態の人がいいなと思うし、それを消さずに生きていこうという意味も込めました。」とインタビューにおいて語っている。
1年2か月をかけて制作されたは今作は、ダンスミュージックや現在進行形の海外インディーバンドとの近接感も感じさせながらサウンドがエレクトロニックな方向に向かっているのが大きな特徴で、DTM色を全面に出したミニマル路線となっている。細美はこのアルバムで『踊れる』『歌いたくなる』『サウンドが新しい』の三つをやりたくて形にしたと述べている。
2ndアルバム「ANOMALY」制作の後半くらいから細美が1人では曲を書けなくなっていたため、それ以降はメンバーと一緒にスタジオで曲を作っていたが、「Horse Riding EP」のレコーディングでアルバム制作の予算をほとんど使ってしまったので、本作ではそれまでのようにバンドで集まって曲作りすることが出来なかった。そのため、アルバム用に書き足した8曲のうち5曲を細美が、3曲を柏倉隆史が作り、それをバンドに持っていくような形で制作された。「Sunset Off The Coastline」「Interlude」「Roller Coaster Ride Memories」の3曲は柏倉が原型を作り、メロディは細美が作っているもののアレンジに関しては柏倉がイニシアチブを取っている。予算の都合で久しぶりに1人で曲を作った結果、再び書けるようになっていたことが分かり、細美は手応えと喜びを感じたと語っている。
本作ではシンセサイザーを多用しているが、ソフトウェア・シンセサイザーと共に、本来はピアニストの伊澤一葉による手弾きシンセサイザーの音もかなり入っている。また、細美がアコースティックギターを多用した前作からさらにギターの比重が下がり、細美は2曲ほどしかギターを弾いていない。マスタリングは、ノラ・ジョーンズからメタリカまで手がけるレジェンド的マスタリング・エンジニア、テッド・ジェンセン。
プロモーションとして、アルバムの発売に先駆けてWEBに公開されたアルバムの1曲目「Thirst」の素材を使用して作ったリミックストラックを募集する企画が行われた。また発売日前日の2014年3月25日にはUstreamにおいてスタジオ・ライヴを生配信。同アルバムから5曲を披露し、合計視聴者数は約8万人であった。
今作も前作『A World Of Pandemonium』と同じく、すべて全英詞になっている。（ヴォーカル無しの"Interlude"を除く）

## 収録曲
| 全作詞: 細美武士、全作曲: the HIATUS。 |                                        |          |            |      |
| #                                      | タイトル                               | 作詞     | 作曲・編曲 | 時間 |
| 1.                                     | 「Thirst」                             | 細美武士 | the HIATUS | 5:08 |
| 2.                                     | 「Something Ever After」               | 細美武士 | the HIATUS | 4:29 |
| 3.                                     | 「Unhurt」                             | 細美武士 | the HIATUS | 3:41 |
| 4.                                     | 「Horse Riding」(3rd EP収録)           | 細美武士 | the HIATUS | 4:10 |
| 5.                                     | 「Sunset Off The Coastline」           | 細美武士 | the HIATUS | 3:57 |
| 6.                                     | 「Interlude」(インスト)                | 細美武士 | the HIATUS | 0:52 |
| 7.                                     | 「Roller Coaster Ride Memories」       | 細美武士 | the HIATUS | 4:33 |
| 8.                                     | 「Tales Of Sorrow Street」             | 細美武士 | the HIATUS | 3:41 |
| 9.                                     | 「Waiting For The Sun」(3rd EP収録)    | 細美武士 | the HIATUS | 4:49 |
| 10.                                    | 「Don’t Follow The Crowd」(3rd EP収録) | 細美武士 | the HIATUS | 4:25 |
| 11.                                    | 「Burn To Shine」                      | 細美武士 | the HIATUS | 4:11 |

## レコーディングメンバー
Thirst 
- 細美武士：Vocals, Programming
- masasucks：Guitar
- ウエノコウジ：Bass
- 柏倉隆史：Drums
- 伊澤一葉：Piano, Synthesizer

Something Ever After 
- 細美武士：Vocals, Programming
- masasucks：Guitar
- ウエノコウジ：Bass
- 柏倉隆史：Drums
- 伊澤一葉：Synthesizer

Unhurt 
- 細美武士：Vocals, Programming
- masasucks：Guitar
- ウエノコウジ：Bass
- 柏倉隆史：Drums
- 伊澤一葉：Electric Piano, Synthesizer

Horse Riding 
- 細美武士：Vocals, Acoustic Guitar
- masasucks：Guitar
- ウエノコウジ：Bass
- 柏倉隆史：Drums, Electric Guitar
- 伊澤一葉：Piano

Sunset Off The Coastline 
- 細美武士：Vocals
- masasucks：Guitar
- ウエノコウジ：Bass
- 柏倉隆史：Drums, Programming, Sound Effects
- 伊澤一葉：Piano

Interlude 
- 柏倉隆史：Programming, Sound Effects

Roller Coaster Ride Memories
- 細美武士：Vocals
- masasucks：Guitar
- ウエノコウジ：Bass
- 柏倉隆史：Drums, Programming, Sound Effects
- 伊澤一葉：Piano

Tales Of Sorrow Street 
- 細美武士：Vocals, Acoustic Guitar
- masasucks：Guitar
- ウエノコウジ：Acoustic Bass
- 柏倉隆史：Drums
- 伊澤一葉：Piano
- Ucary Valentine：Additional Vocals

Waiting For The Sun
- 細美武士：Vocals, Kalimba, Programming
- masasucks：Guitar
- ウエノコウジ：Bass
- 柏倉隆史：Drums, Electric Guitar
- 伊澤一葉：Piano, Synthesizer

Don't Follow The Crowd
- 細美武士：Vocals, Acoustic Guitar
- masasucks：Guitar
- ウエノコウジ：Bass
- 柏倉隆史：Drums
- 伊澤一葉：Piano, Electric Piano

Burn To Shine
- 細美武士：Vocals, Electric Guitar, Programming
- masasucks：Guitar
- ウエノコウジ：Bass
- 柏倉隆史：Drums
- 伊澤一葉：Piano, Electric Piano

## Keeper Of The Flame Tour 2014
アルバム発表に先立ち、5月8日、千葉LOOKを皮切りに、7月23日まで日本全国36カ所、41回の公演を行う事が決まった。